# Nayeli Rangel
Lydia Nayeli Rangel Hernández (Monterrey, Nuevo León, México, 28 de febrero de 1992), conocida como Nayeli Rangel, es una futbolista mexicana. Juega como mediocampista en Tigres de la Primera División Femenil de México y en la selección femenina de México.

## Trayectoria

### Tigres de la UANL (primera etapa)
Nayeli debutó en el Tigres de la UANL Femenil.

### Sky Blue FC
El 11 de enero del 2013 se unió al equipo Sky Blue Football Club de la en ese momento recién instaurada National Women's Soccer League.

### Sporting Club de Huelva
En diciembre de 2016 llegó al Sporting Club de Huelva de la Primera División de España.

### Tigres de la UANL (segunda etapa)
En julio de 2017 regresa a Tigres de la UANL de la Liga MX, donde ha logrado 5 campeonatos.
En febrero de 2020 vuelve a sufrir una lesión en la rodilla derecha.

## Selección nacional
Rangel fue capitana de la selección femenina de fútbol sub-20 de México y participó en tres ediciones de la Copa Mundial Femenina de Fútbol Sub-20.
Como internacional absoluta, Rangel representó a México en las ediciones 2011 y 2015 de la Copa Mundial Femenina de Fútbol, erigiéndose como capitana en la última de éstas.
Se perdió los Juegos Panamericanos de Guadalajara 2011 debido a una lesión en la rodilla izquierda.
En noviembre de 2014 ganó medalla de oro en el Torneo de fútbol femenino de los XXII Juegos Centroamericanos y del Caribe, llevados a cabo en Veracruz, México.
En julio de 2015 ganó medalla de Bronce en el Torneo femenino de fútbol de los Juegos Panamericanos de 2015, llevados a cabo en Toronto, Canadá.
El 15 de febrero de 2016 sufre una lesión en la rodilla derecha en un partido contra la Selección femenina de fútbol de Costa Rica, de los encuentros clasificatorios a los Juegos Olímpicos de Río de Janeiro 2016.
Reforzó al equipo que quedó campeón en el Campeonato Sub-20 de la Concacaf de 2018. 

### Participaciones en Copas del Mundo
| Mundial                                 | Sede     | Resultado    | Partidos | Goles |
| --------------------------------------- | -------- | ------------ | -------- | ----- |
| Copa Mundial Femenina de Fútbol de 2011 | Alemania | Primera Fase | 3        | 0     |
| Copa Mundial Femenina de Fútbol de 2015 | Canadá   | Primera Fase | 3        | 0     |

### Participaciones en Copas del Mundo Sub-20
| Mundial                                        | Sede     | Resultado        | Partidos | Goles |
| ---------------------------------------------- | -------- | ---------------- | -------- | ----- |
| Copa Mundial Femenina de Fútbol Sub-20 de 2008 | Chile    | Primera fase     | 1        | 0     |
| Copa Mundial Femenina de Fútbol Sub-20 de 2010 | Alemania | Cuartos de final | 4        | 1     |
| Copa Mundial Femenina de Fútbol Sub-20 de 2012 | Japón    | Cuartos de final | 4        | 0     |

## Estadísticas

### Clubes
| Club               | País           | Año         |
| ------------------ | -------------- | ----------- |
| Tigres de la UANL  | México         | 2009 - 2012 |
| Sky Blue FC        | Estados Unidos | 2013        |
| Sporting de Huelva | España         | 2017        |
| Tigres de la UANL  | México         | 2017 - 2025 |

## Palmarés

### Títulos nacionales
| Título          | Club        | País   | Año      |
| --------------- | ----------- | ------ | -------- |
| Liga MX Femenil | Tigres UANL | México | Cl. 2018 |
| Liga MX Femenil | Tigres UANL | México | Cl. 2019 |
| Liga MX Femenil | Tigres UANL | México | 2020     |
| Liga MX Femenil | Tigres UANL | México | Cl. 2021 |

### Títulos internacionales
| Título                               | Club                | Sede              | Año  |
| ------------------------------------ | ------------------- | ----------------- | ---- |
| Juegos Centroamericanos y del Caribe | Selección de México | Veracruz (México) | 2014 |
| Juegos Panamericanos                 | Selección de México | Toronto (Canadá)  | 2015 |
| Campeonato Sub-20 Concacaf           | Selección de México | Trinidad y Tobago | 2018 |

## Vida personal
Incursionó a finales de 2013 con clínicas de fútbol y en 2014 con su propia academia en su natal Monterrey.
En 2015 fue de las primeras jugadoras de fútbol en ser parte de la serie de videojuegos FIFA, cuando por primera vez se incluyeron equipos femeninos (12 selecciones nacionales) en la edición FIFA 16.
Nayeli Rangel es una de las futbolistas más reconocidas de Tigres Femenil y del fútbol mexicano femenil.